# American Music Award for Favorite Soul/R&B Band/Duo/Group
Die American Music Awards in der Kategorie Favorite Soul/R&B Band/Duo/Group wurden von 1974 bis 2009 verliehen. Insgesamt drei Gruppen wurden je vier Mal ausgezeichnet: Boyz II Men, Earth, Wind & Fire und Gladys Knight & The Pips. Am häufigsten nominiert wurde Earth, Wind & Fire mit sechs Nominierungen.

## Übersicht

### 1970er
| Jahr | Künstler                 | Ref |
| ---- | ------------------------ | --- |
| 1974 | The Temptations          |     |
| 1974 | Gladys Knight & the Pips |     |
| 1974 | The O’Jays               |     |
| 1975 | Gladys Knight & the Pips |     |
| 1975 | The O’Jays               |     |
| 1975 | The Stylistics           |     |
| 1976 | Gladys Knight & the Pips |     |
| 1976 | Earth, Wind and Fire     |     |
| 1976 | KC and the Sunshine Band |     |
| 1977 | Earth, Wind and Fire     |     |
| 1977 | KC and the Sunshine Band |     |
| 1977 | The O’Jays               |     |
| 1978 | Earth, Wind and Fire     |     |
| 1978 | Commodores               |     |
| 1978 | KC and the Sunshine Band |     |
| 1979 | Earth, Wind and Fire     |     |
| 1979 | Commodores               |     |
| 1979 | The Emotions             |     |

### 1980er
| Jahr | Künstler                 | Ref |
| ---- | ------------------------ | --- |
| 1980 | Commodores               |     |
| 1980 | Chic                     |     |
| 1980 | Earth, Wind and Fire     |     |
| 1981 | Earth, Wind and Fire     |     |
| 1981 | Kool & the Gang          |     |
| 1981 | The O’Jays               |     |
| 1982 | Kool & the Gang          |     |
| 1982 | The GAP Band             |     |
| 1982 | Ray Parker, Jr. & Raydio |     |
| 1982 | The Whispers             |     |
| 1983 | Kool & the Gang          |     |
| 1983 | The GAP Band             |     |
| 1983 | The Time                 |     |
| 1984 | Gladys Knight & the Pips |     |
| 1984 | DeBarge                  |     |
| 1984 | The GAP Band             |     |
| 1984 | The Isley Brothers       |     |
| 1985 | The Pointer Sisters      |     |
| 1985 | Kool & the Gang          |     |
| 1985 | The Time                 |     |
| 1986 | Kool & the Gang          |     |
| 1986 | New Edition              |     |
| 1986 | Ready for the World      |     |
| 1987 | New Edition              |     |
| 1987 | Atlantic Starr           |     |
| 1987 | Cameo                    |     |
| 1987 | Run-D.M.C.               |     |
| 1988 | Cameo                    |     |
| 1988 | Club Nouveau             |     |
| 1988 | Lisa Lisa and Cult Jam   |     |
| 1989 | Gladys Knight & the Pips |     |
| 1989 | New Edition              |     |
| 1989 | Salt ’n’ Pepa            |     |

### 1990er
| Jahr | Künstler                         | Ref   |
| ---- | -------------------------------- | ----- |
| 1990 | The O’Jays                       | [ 1 ] |
| 1990 | Guy                              | [ 1 ] |
| 1990 | Soul II Soul                     | [ 1 ] |
| 1991 | Tony! Toni! Toné!                | [ 2 ] |
| 1991 | After 7                          | [ 2 ] |
| 1991 | Bell Biv DeVoe                   | [ 2 ] |
| 1992 | Bell Biv DeVoe                   |       |
| 1992 | Boyz II Men                      |       |
| 1992 | DJ Jazzy Jeff & the Fresh Prince |       |
| 1993 | Boyz II Men                      | [ 3 ] |
| 1993 | En Vogue                         | [ 3 ] |
| 1993 | Jodeci                           | [ 3 ] |
| 1994 | En Vogue                         |       |
| 1994 | Arrested Development             |       |
| 1994 | SWV                              |       |
| 1995 | Boyz II Men                      | [ 4 ] |
| 1995 | Jodeci                           | [ 4 ] |
| 1995 | TLC                              | [ 4 ] |
| 1996 | Mariah Carey                     | [ 5 ] |
| 1996 | Anita Baker                      | [ 5 ] |
| 1996 | Brandy                           | [ 5 ] |
| 1997 | Toni Braxton                     | [ 6 ] |
| 1997 | Fugees                           | [ 6 ] |
| 1997 | TLC                              | [ 6 ] |
| 1998 | Boyz II Men                      | [ 7 ] |
| 1998 | Dru Hill                         | [ 7 ] |
| 1998 | En Vogue                         | [ 7 ] |
| 1999 | K-Ci & JoJo                      |       |
| 1999 | Next                             |       |
| 1999 | Xscape                           |       |

### 2000er
| Jahr        | Künstler            | Ref    |
| ----------- | ------------------- | ------ |
| 2000        | TLC                 | [ 8 ]  |
| 2000        | Dru Hill            | [ 8 ]  |
| 2000        | K-Ci & JoJo         | [ 8 ]  |
| 2001        | Destiny’s Child     |        |
| 2001        | Jagged Edge         |        |
| 2001        | Lucy Pearl          |        |
| 2002        | Destiny’s Child     |        |
| 2002        | The Isley Brothers  |        |
| 2002        | Jagged Edge         |        |
| 2003 (Jan.) | OutKast             | [ 9 ]  |
| 2003 (Jan.) | B2K                 | [ 9 ]  |
| 2003 (Jan.) | Nappy Roots         | [ 9 ]  |
| 2003 (Nov.) | The Isley Brothers  | [ 10 ] |
| 2003 (Nov.) | B2K                 | [ 10 ] |
| 2003 (Nov.) | Dru Hill            | [ 10 ] |
| 2004        | –                   |        |
| 2005        | Destiny’s Child     | [ 11 ] |
| 2005        | 112                 | [ 11 ] |
| 2005        | Pretty Ricky        | [ 11 ] |
| 2006        | The Black Eyed Peas | [ 12 ] |
| 2006        | The Isley Brothers  | [ 12 ] |
| 2006        | Jagged Edge         | [ 12 ] |
| 2007        | –                   |        |
| 2008        | –                   |        |
| 2009        | The Black Eyed Peas | [ 13 ] |
| 2009        | Day26               | [ 13 ] |
| 2009        | Mary Mary           | [ 13 ] |

## Mehrfachsieger
4 Awards
- Boyz II Men
- Earth, Wind and Fire
- Gladys Knight & the Pips

3 Awards
- Destiny’s Child
- Kool & the Gang

2 Awards
- The Black Eyed Peas
- New Edition

### Mehrfachnominierte
6 Nominierungen
- Earth, Wind and Fire

5 Nominierungen
- Boyz II Men
- Gladys Knight & the Pips
- Kool & the Gang
- The O’Jays

4 Nominierungen
- The Isley Brothers
- New Edition

3 Nominierungen
- Commodores
- Destiny’s Child
- Dru Hill
- En Vogue
- The GAP Band
- Jagged Edge
- Jodeci
- KC and the Sunshine Band
- TLC

2 Nominierungen
- B2K
- Bell Biv DeVoe
- Cameo
- K-Ci & JoJo
- Salt ’n’ Pepa
- The Time